# ضاحية الصبورة
ضاحية الصبورة، قرية سورية في منطقة قطنا بمحافظة ريف دمشق. بلغ عدد سكانها عام 2004 وفقًا للمكتب المركزي للإحصاء في سوريا 10969 نسمة.

## الحرب الأهلية السورية
في 13 تشرين الأول 2022 قُتل 18 عسكريًا سوريًا وأصيب 27 آخرون إثر قصف حافلة عسكرية سورية على طريق في القرية.